# شرايين بين الفصوص
شرايين ما بين الفصوص هي جزء من الدورة الدموية للكلية والمسؤولة عن الإمداد الدموي لفصوص الكلية.

## روابط خارجية
- صور نسيجية: 15901lba — نظام تعلم علم الأنسجة في جامعة بوسطن - "الجهاز البولي: الإمداد الدموي لكلى الطفل"
- فسيولوجيا: 7/7ch03/7ch03p10 - أساسيات فسيولوجيا الإنسان - "التغذية الدموية للكلية: الشرايين القادمة وشرايين ما بين الأنيببات"
- * Diagram at eku.edu
- Histo/HistoImages/hl7A-47.jpg في موقع (MedEd) التابع لجامعة لويولا.
- "Anatomy diagram: 26768.000-2". Roche Lexicon - illustrated navigator. Elsevier. مؤرشف من الأصل في 2014-01-01.